# Вілліан Алвес де Олівейра
Вілліан Алвес де Олівейра (порт. Willian Alves de Oliveira; нар. 7 грудня 1991, Жуїз-ді-Фора) — бразильський футболіст, півзахисник, нападник клубу «Срініді Деккан».
Виступав, зокрема, за клуби «Ботафогу» та «Жиліна».

## Ігрова кар'єра
У дорослому футболі дебютував 2009 року виступами за команду клубу «Фрібургенсе», в якій провів один сезон. 
Своєю грою за цю команду привернув увагу представників тренерського штабу клубу «Ботафогу», до складу якого приєднався 2011 року. Відіграв за команду з Ріо-де-Жанейро наступний сезон своєї ігрової кар'єри.
Протягом 2013 року захищав кольори команди клубу «Тренчин» уклавши однорічний контракт.
2014 року уклав контракт з клубом «Жиліна», у складі якого провів наступні два роки своєї кар'єри гравця. Більшість часу, проведеного у складі «Жиліни», був основним гравцем команди.
Протягом 2016 року захищав кольори команди клубу «Кайсеріспор».
До складу клубу «Шавеш» приєднався 2016 року. Відіграв за клуб з Шавіша 84 матчі в національному чемпіонаті.
З 2019 по 2021 роки захищав кольори клубів з Саудівської Аравії «Аль-Фейсалі» та «Аль-Файха». Після чого повернувся до португальського клубу «Шавеш».
Влітку 2021 повернувся на батьківщину, де сезон відіграв за місцеву команду «Корітіба».